# نورمان إيطاليون

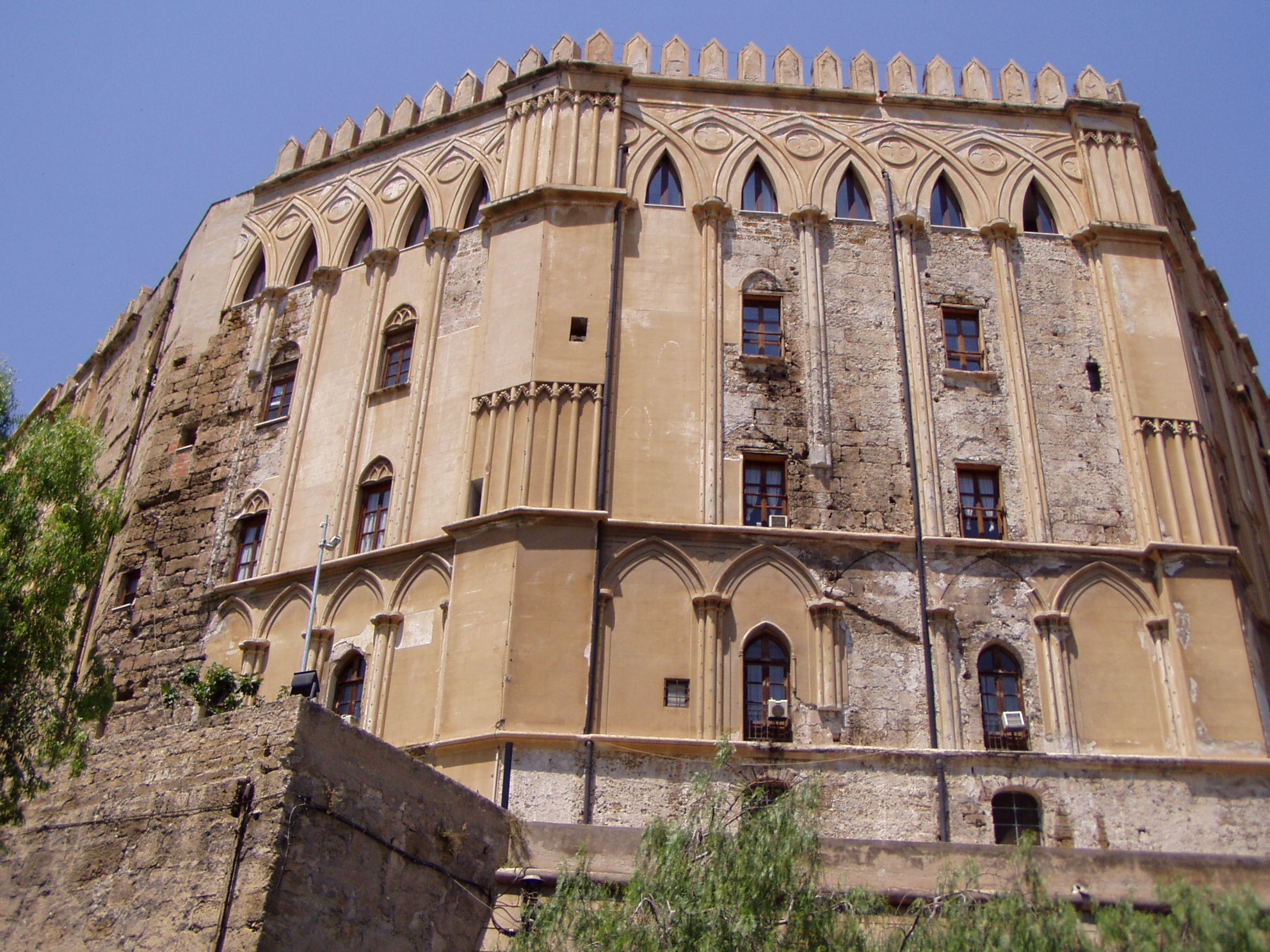
بالاتسو دي نورماني قصر ملوك النورمان في باليرمو.

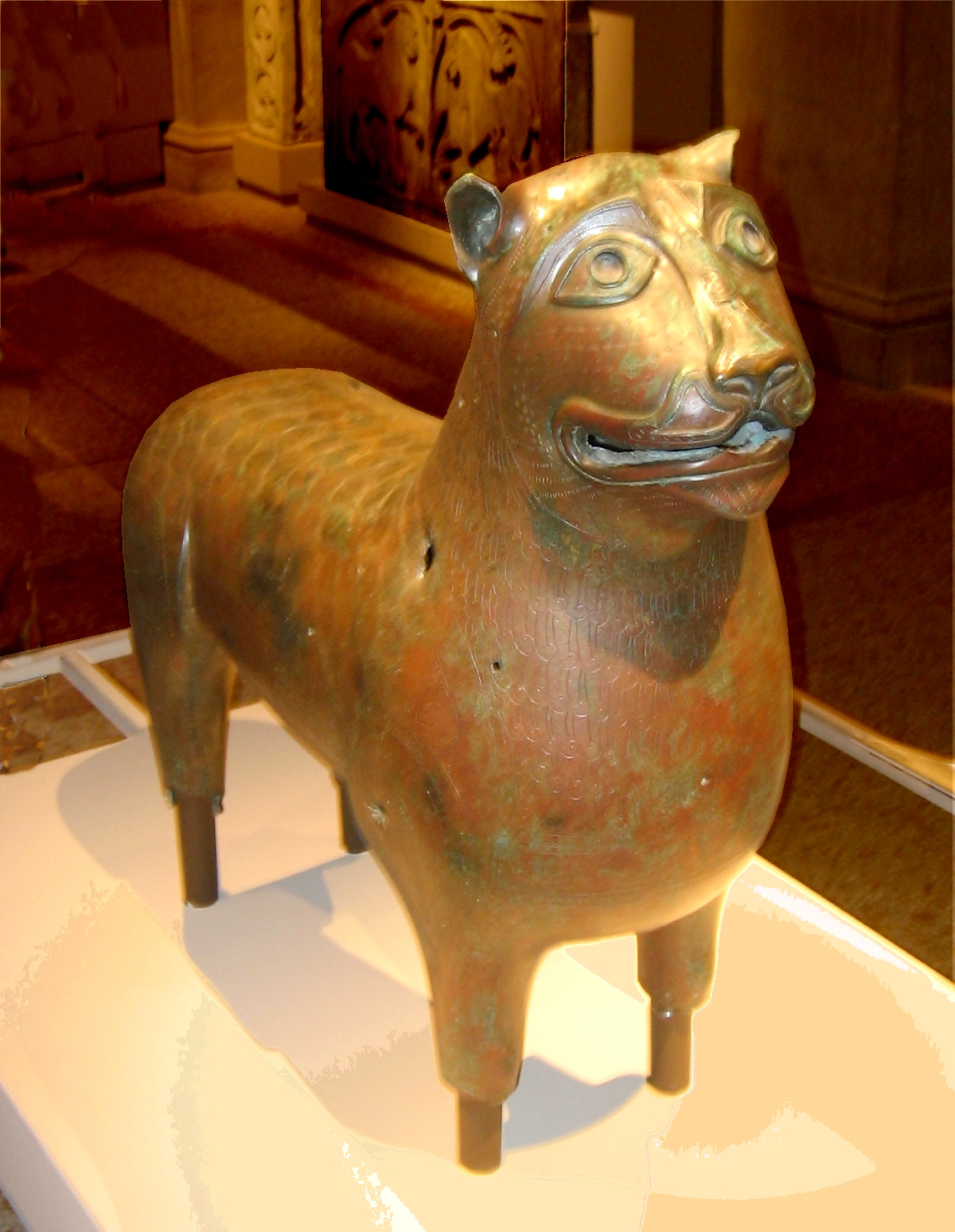
أسد برونزي من أعمال فنان نورماني إيطالي.

النورمان الإيطاليون أو النورمان الصقليون عند الإشارة إلى صقلية، هم من أوائل الغزاة النورمان لجنوب إيطاليا في النصف الأول من القرن الحادي عشر. رغم أنهم حافظوا على الكثير من تقاليدهم النورمانية، أثر تنوع الجنوب الإيطالي فيهم من حيث ثقافات وعادات الإغريق واللومبارد والعرب.